# Markthalle Chania

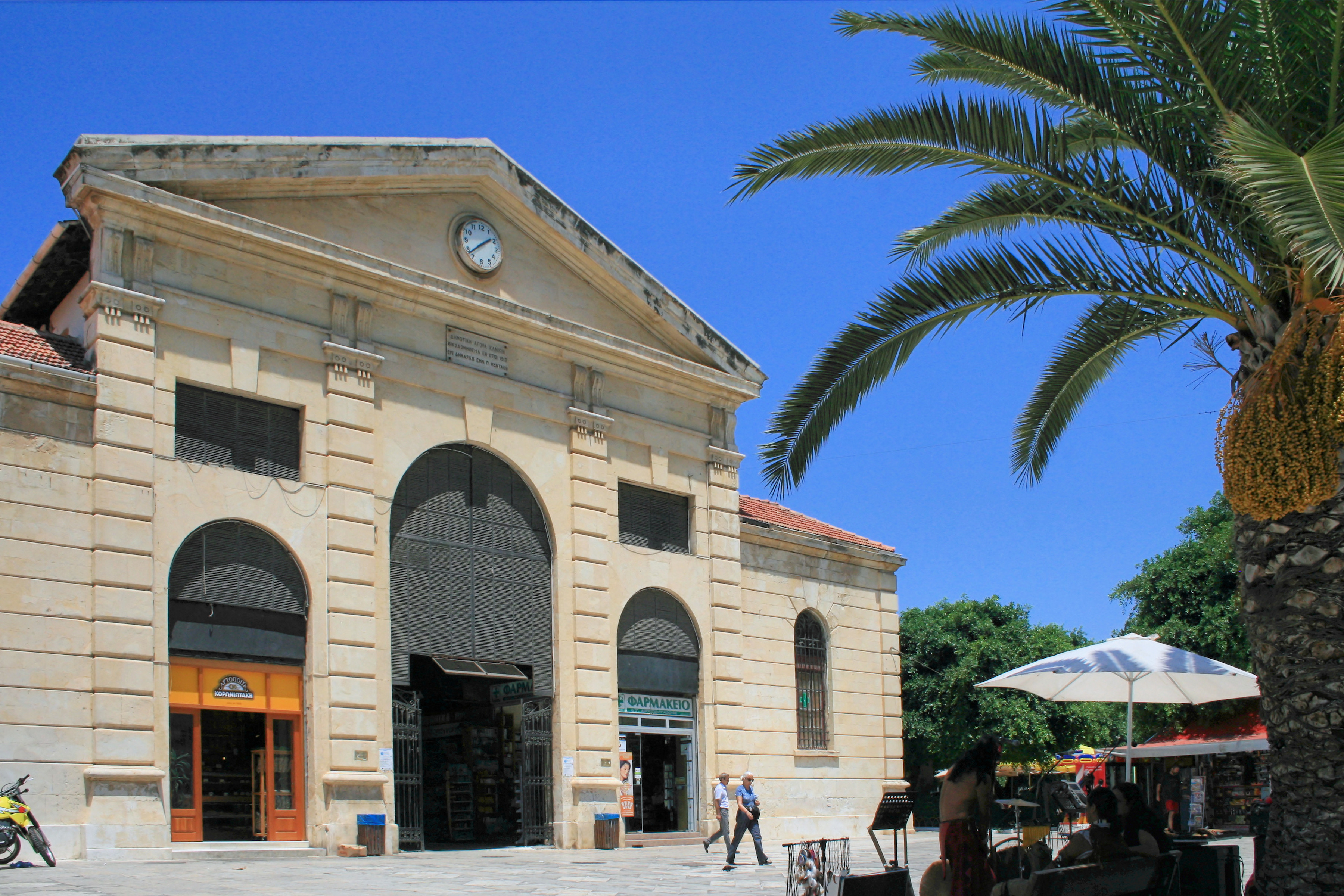
Südeingang der Markthalle

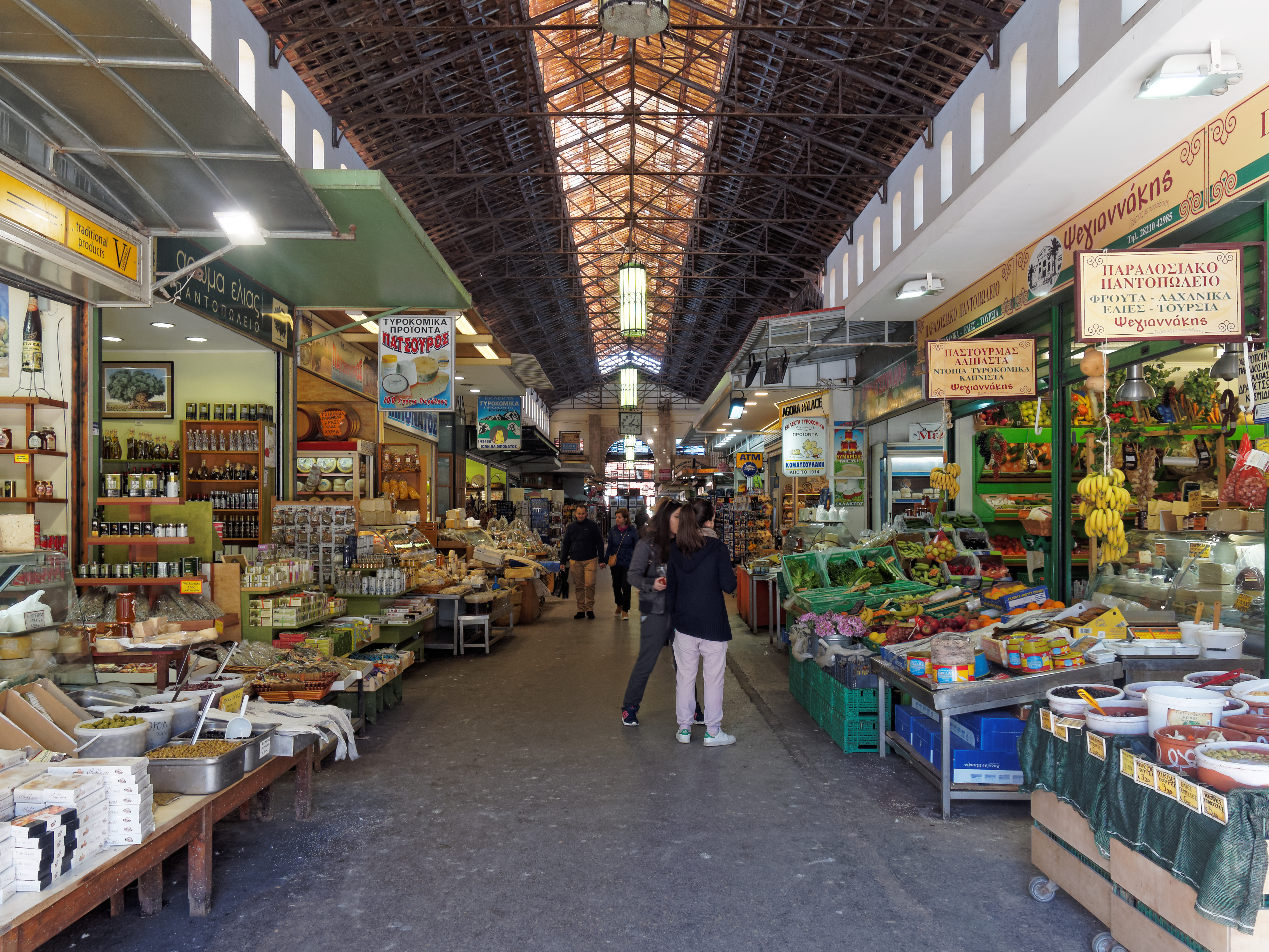
Im Inneren der Markthalle

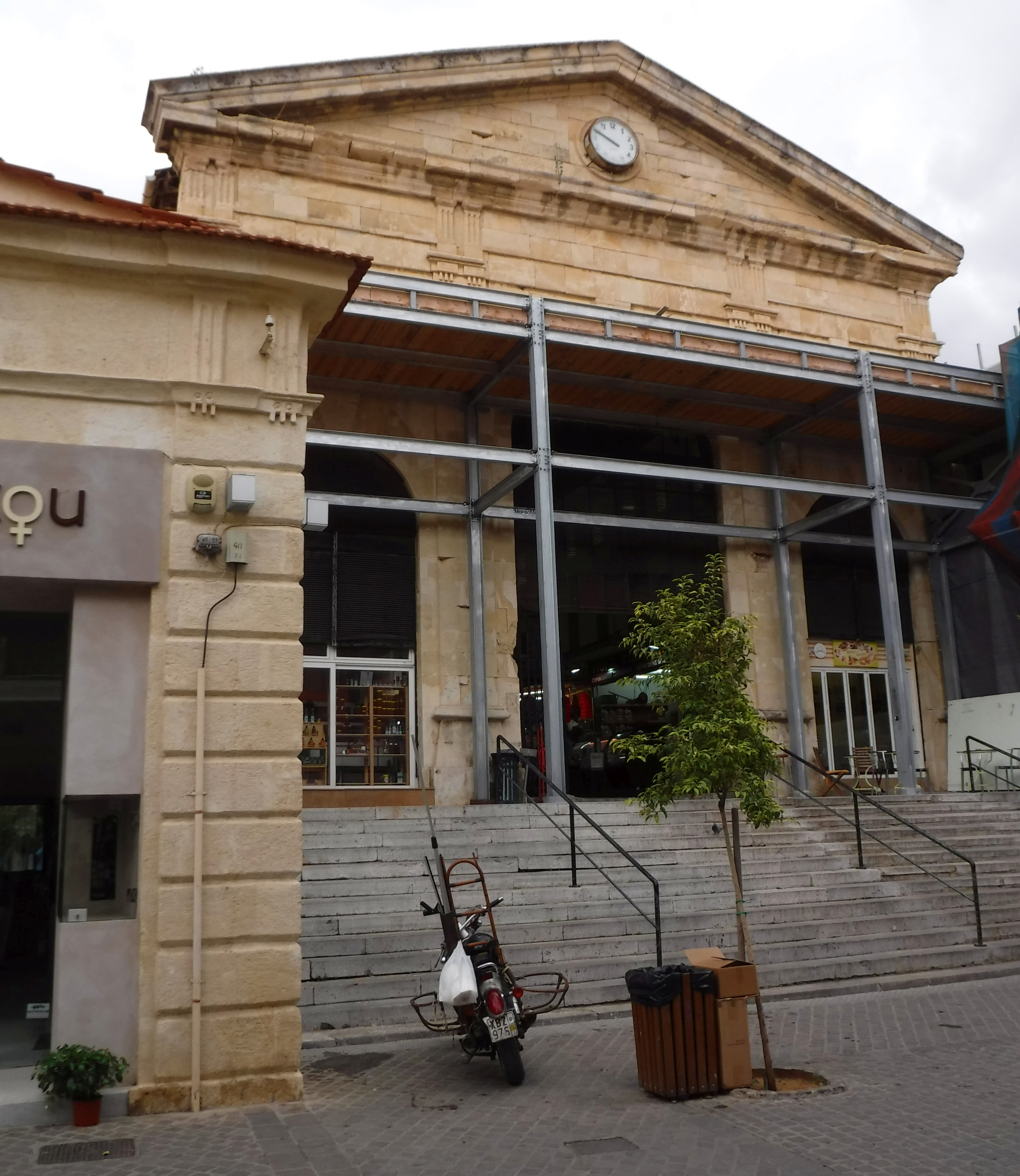
Rückseite (Nordeingang) der Markthalle

Die Markthalle Chania (auch Städtische Markthalle oder Agora genannt) ist eine 1913 eröffnete Markthalle in Chania, der zweitgrößten Stadt Kretas. Das klassizistische Gebäude mit einer Fläche von 4000 Quadratmetern ist in Kreuzform angelegt und hat je einen Eingang an den Enden der Kreuzarme.

## Geschichte
Seit der Zeit der kretischen Unabhängigkeit ab 1898 florierte die Stadt. Nach dem Anschluss an Griechenland war Chania die Hauptstadt Kretas und mit 20.000 Einwohnern ein wichtiges Handelszentrum. Die Einkaufsmöglichkeiten waren über die Stadt verstreut. Während die Fleischer außerhalb der Stadt ansässig waren verkauften die Obst- und Gemüsehändler ihre Waren stadtweit an den Straßenrändern. Der Fischmarkt fand im Hafen statt. Um dies zusammenzuführen, wurde in den Jahren 1911 bis 1913 die kreuzförmige klassizistische Markthalle (Agora) errichtet. Sie entstand nach französischem Vorbild der Markthalle in Marseille und wurde zu einem der Wahrzeichen Chanias. Als Standort wurden Teile des Stadtgrabens und die alte Piatta-Forma-Bastion gewählt. Dem Bau der Halle fiel durch Abriss das venezianische Stadttor Porta-Retimiota zum Opfer.

## Bau
Im Juli 1908 beschloss der Stadtrat den Bau einer Markthalle. Bereits im August 1908 waren erste Entwürfe fertig. Im Februar 1909 wurden die Pläne von den Ingenieuren Konstantinos Drandakis und Michael Savvakis abgeschlossen. Geplant waren 78 Stände und Baukosten von 320.000 Drachmen. Im Dezember 1910 gewährte die Bank von Creta einen Kredit über 300.000 Drachmen. Die Ausschreibung zum Bau der Markthalle gewann Mathioudakis Anthony mit einem Angebotspreis von 290.000 Drachmen.
Der kurz zuvor neu gewählte Bürgermeister Chanias legte am 14. August 1911 den Grundstein für die Markthalle. Beim Bau kam es zu Diskussionen über die einzubauenden Fußböden (Asphalt, Beton oder Marmor). Außerdem war das Dach 37 Tonnen schwerer und 17.000 Drachmen teurer als geplant. Eine Erhöhung des Kredits um 200.000 Drachmen wurde beantragt. Stattgegeben wurden aber nur 85.000 Drachmen.
In der zweiten Hälfte des Jahres 1913 war der Bau der Halle fast abgeschlossen. Am 1. November fand eine inoffizielle Eröffnung des Marktes unter dem Namen „Neuer Markt“ statt. Die Mieten für die Stände waren gestaffelt und betrugen zum Beispiel für Fleischer 450, für Gemüsehändler 550 und für Restaurants 1000 Drachmen pro Monat. Die Mieten wurden direkt an die Bank zur Tilgung der Kredite gezahlt. Geöffnet war vom Sonnenaufgang bis 22 Uhr. Lebensmittel wurden in der Mitte der Markthalle verkauft. Dort stand auch eine städtische Waage. Der Handel mit Fleisch erfolgte in den Armen des Kreuzes. Dabei verkauften nur einige Fleischer Schweinefleisch, da noch zahlreiche Muslime aus der osmanischen Periode zwischen 1645 und 1900 in Chania lebten. Der erste Halleninspektor des Marktes war Stathis Papadakis. Er erhielt ein Gehalt von 120 Drachmen. Alle Stände waren von der Außenseite des Marktes zugänglich.
Im Rahmen der Feierlichkeiten zur Vereinigung von Kreta mit Griechenland Anfang Dezember 1913 erfolgte die feierliche Einweihung der Markthalle am 4. Dezember 1913 durch den damaligen Premierminister Eleftherios Venizelos.

## Heute
Die Markthalle Chanias steht seit 1980 unter Denkmalschutz. Im Inneren befinden sich noch immer Lebensmittelstände und kleine Restaurants. Normalerweise werden vor allem Waren für Touristen wie Olivenprodukte, Tsikoudia und Süßigkeiten angeboten. Die Markthalle ist seit  Ende 2021 geschlossen und wird derzeit saniert.